# JRC Karlsruhe
Das JRC Karlsruhe (ehemals Institut für Transurane (JRC-ITU), frühere englische Version des Namens: Joint Research Centre – Institute for Transuranium Elements, JRC-ITU) ist ein Forschungsinstitut der Gemeinsamen Forschungsstelle der Europäischen Kommission.
Das JRC der Europäischen Kommission hat seit dem 1. Juli 2016 eine neue Struktur. Durch diese Umstrukturierung sind alle Forschungsaktivitäten im nuklearen Bereich in einer Multistandortdirektion, „Direktion für Nukleare Sicherheit und Sicherung“, zusammengefasst worden und das Institut für Transurane (ITU) wurde in „JRC Standort Karlsruhe“ umbenannt.
Als Referenz-Zentrum für Forschung und Technologie unterstützt sie die politischen Entscheidungen der Europäischen Union. Das JRC-ITU mit ungefähr 330 Mitarbeitern (230 permanente und 100 Fremdfirmenmitarbeiter) befindet sich in Eggenstein-Leopoldshafen bei Karlsruhe (Deutschland). Es ist spezialisiert auf die Gebiete Nukleare Sicherheit und Sicherung und verfügt über zum Teil weltweit einzigartige experimentelle Einrichtungen. Das Institut hat 50 Jahre Erfahrung im Bereich nuklearer Forschung. Das JRC-ITU befindet sich auf dem Campus Nord des Karlsruher Instituts für Technologie, des ehemaligen (Kern-)Forschungszentrums Karlsruhe.

## Geschichte
Die Gründungsverträge wurden am 5. Februar 1957 unterzeichnet. Der Grundstein für das damals noch „Plutonium-Institut“ benannte Projekt wurde kurz danach gelegt. Ende 1957 erfolgte die Namensänderung in „Institut für Transurane“.
Im Juli 1958 beschloss die EURATOM-Behörde, sich am Projekt zu beteiligen, was bei der deutschen Bundesregierung nicht nur auf Zustimmung stieß.
Am 10. Februar 1965 wurde die erste Plutoniumprobe in einen der Handschuhkästen im sogenannten Flügel A eingeführt. Bereits 1966/67 wurde in großem Maßstab 239Pu verarbeitet, so wurden 2100 Brennstäbe für die französische Atom-Anlage Cadarache gefertigt.
Aus dieser Zeit datiert auch die ohne Öffentlichkeitsbeteiligung erteilte atomrechtliche Genehmigung Nr. K/30/65 mit ihren Nachträgen in der Fassung der Änderungsgenehmigung vom 19. September 1984 sowie die Genehmigung S 1/97 vom 23. Oktober 1997 zur Bearbeitung, Verarbeitung und sonstigen Verwendung von Kernbrennstoffen und dem Umgang mit sonstigen radioaktiven Stoffen. Sie erlauben maximale Mengen von 180 kg Plutonium, 50 kg 235U und weiterem radioaktivem Material.

## Aufgaben
Das JRC ist für „nukleare Sicherheit und Gefahrenabwehr“ zuständig. Es ist in Forschung und Ausbildung tätig, um die „nuklearen Kompetenzen in Europa zu erhalten und zu verbreiten“. Zudem stellt es „der Politik technische und wissenschaftliche Unterstützung im Bereich der nuklearen Sicherheit und Sicherung sowie im Strahlenschutz zur Verfügung“ und ist durch die Ausbildung von Inspektoren und Kontrollpersonal am European Nuclear Security Training Centre (EUSECTRA) auch in der Bekämpfung des Nuklearschmuggels und in der nuklearen Forensik tätig.
In der Vergangenheit gehörten zu seinen Aufgaben auch die Forschung zu Grundlagen und Anwendungen der Aktiniden und die Produktion und Untersuchung von Radionukliden, die in der Krebsbehandlung verwendet werden.
Innerhalb des 7. EU-Forschungsrahmenprogramms stellt die EU ein Budget von 30 Mio. Euro für die Erweiterung und Umorganisation des JRC Karlsruhe zur Verfügung.
Das JRC Karlsruhe unterstützt die Internationale Atomenergieorganisation mit Messtechnik. So wurden in den 1990er Jahren rund 30 Fälle von Kernmaterialschmuggel aufgedeckt.

## Kritik
Im Zentrum der Kritik am ITU und seinen Erweiterungsplänen stehen neben den umfangreichen Mengen an radioaktivem Inventar, darunter Plutonium, seine Forschungs- und „vor-industriellen“ Produktionsaktivitäten für neue Atomkraftwerke der so genannten 4. Generation. Konkret wird dem ITU vorgeworfen, Referenzgeber und Motor für die Weiterführung der Plutoniumwirtschaft unter dem Deckmantel von Forschung zu sein. Es sei maßgeblich beteiligt an der Entwicklung von neuen Atomreaktoren, was unter den Begriffen Transmutation (= neue schnelle Brüter) und Partitioning (= Wiederaufarbeitung von Brennstäben) verborgen werde. Diese Kritik wurde insbesondere beim Mediationsprozess zur Erweiterung des ITU 2016 detailliert geäußert.